# Савинков, Виктор Викторович
Ви́ктор Ви́кторович Са́винков (фр. Victor Savinkoff) (24 ноября [6 декабря] 1886 — 5 июня 1954) — художник, журналист, политический деятель.

## Биография
Родился в Варшаве в семье товарища прокурора окружного военного суда Виктора Михайловича Савинкова. Отец был уволен в отставку за либеральные взгляды и скончался в психиатрической больнице в 1905 году. Мать, Софья Александровна, урождённая Ярошенко (1852/1855—1923, Ницца), сестра художника Н. А. Ярошенко была журналисткой и драматургом, автором хроники революционных мытарств своих сыновей, которые описала под псевдонимом С. А. Шевиль.
В 1905 году после окончания Варшавской гимназии был принят в Санкт-Петербургский университет. В начале 1907 года уехал лечиться от туберкулёза в Швейцарию. Вернувшись, подал ходатайство о переводе на юридический факультет Киевского университета, где и получил высшее образование. Состоял в партии социалистов-революционеров, точно дата выхода неизвестна, но к 1917 уже беспартийный.
В начале 1910-х годов занимался живописью и подрабатывал журналистикой. Выставлял свои натюрморты и пейзажи на выставках «Бубнового валета» (в Москве в 1910—1916, в Петербурге в 1913) и на «Выставке живописи 1915 года» в Москве. С декабря 1911 года являлся членом ревизионной комиссии «Бубнового валета», позднее — действительный член этого объединения.
Перед Первой мировой войной находился в Новочеркасске. В конце мая 1916 года зачислен на 7-месячные военные курсы в Константиновском артиллерийском училище в Петрограде, 22 декабря 1916 года произведён в офицеры и направлен в 1-ю запасную артиллерийскую бригаду в Москве. В начале мая 1917 года направлен в 115-ю артиллерийскую бригаду на Румынский фронт, затем служил в Минске в IV политическом отделении штаба Западного фронта.
После неудачи так называемого корниловского мятежа перебрался в Новочеркасск. С февраля по апрель 1918 года воевал в партизанском отряде М. Ф. Семилетова, принял участие в Степном походе. Летом 1918 года коротко служил в донском Министерстве земледелия и землеустройства. Затем получил в главном штаб Донской армии назначение в тяжёлую морскую артиллерию. Воевал с красными в составе Свободно-партизанского артиллерийского дивизиона Донской армии и в составе семилетовского артиллерийского дивизиона дошёл до Новороссийска. 13 марта 1920 попал в плен к красным в Новороссийске. В штабе третьей бригады 33-й Кубанской дивизии всем пленным было предложено перейти на службу в Красную Армию и сформировать гаубичную батарею, Савинков смог скрыть своё имя и принял это предложение. Служил командиром артиллерийской батареи. В многочисленных анкетах, заполнявшихся бывшими офицерами, Савинков записывал себя «анархистом-индивидуалистом», что позволяло избегать приёма в компартию. В конце мая 1920 года батарея Савинкова в составе дивизиона выступила в поход на Польский фронт, во время короткого отпуска Виктор сумел предупредить в Новочеркасске жену, что при первой же возможности уйдёт в Польшу. В ночь с 20 на 21 августа 1920 года бежал из батареи с ещё одним офицером и двумя вахмистрами, был интернирован поляками.
С 1920 года тесно сотрудничал со своим братом Борисом Савинковым, его ближайший помощник. В ноябре 1920 года принимал участие в операциях Русской народно-добровольческой армии С. Д. Булак-Балаховича. В январе 1921 года возглавил Информационное бюро при Русском эвакуационном комитете в Варшаве. Главной задачей Информационного бюро являлась организация разведывательной сети на территории Советской России.
В октябре 1921 года после того, как был заключён Рижский мирный договор между Советской Росией и Польшей, выслан польским правительством, переехал с семьей в Прагу. Был членом группы Народного союза защиты Родины и Свободы (НСЗРиС). По-прежнему занимался журналистикой, печатался под псевдонимами «Никита Смоли», «Станичник», «А. Корнаков» в газетах «Свобода», позднее «За свободу».
В Праге жила семья сестры Веры (домашнее имя — Руся) и её мужа Александра Геннадьевича Мягкова, которые также сотрудничали с НСЗРиС. К лету 1923 года из-за затяжного конфликта с Мягковыми Виктор Савинков вышел из Пражской группы НСЗРиС и прекратил заниматься политической деятельностью. После ареста Бориса Савинкова в Советской России и публичного признания им советской власти Виктор открыто осудил поступок брата, о чём опубликовал сообщение в газете «За Свободу» от 23 сентября 1924 года.
С 1924 года принимал участие в работе теософических кружков под руководством А. А. Каменской. С весны 1925 разрозненные кружки образовали Теософское общество «Орден Звезды на Востоке». В. Савинков был редактором журнала «Звезда на Востоке». Прочитал ряд лекций в Русском Студенческом доме: «Сущность оккультизма» (22 марта 1924 г.), «Мировоззрение прошлого и будущего» (21 октября 1925 г.), «Господь Благодати — Господь красоты» (26 ноября 1925 г.), «Царство счастия» (26 ноября 1926 г.), «Эволюция», «Теософия и религия», «О Пришествии», «Эволюция» (цикл из 7 лекций с 21 января по 4 марта 1927 г.), «О русском и украинском национализме». В 1925 по 1927 год состоял в Пражском философском обществе.
В конце 1927 года (не ранее ноября) перебрался в Париж. Жил переводами, подрабатывал как таксист. Своё свободное время уделял живописи. Был членом парижской русскоязычной ложи «Аврора» № 840 Масонского смешанного международного ордена Право человека. В 1928—1929 годах прочитал ряд лекций в Тургеневском артистическом обществе. С 1930 состоял действительным членом Общества Тургеневской библиотеки. В 1939 году выступил с докладами в Социально-философском объединении. Занимался также сельским хозяйством.
В сентябре 1942 года получил повестку из гестапо, что угрожало депортацией. Вместе с женой и маленьким сыном спрятался в сельской местности в окрестностях Лиона. Позднее вернулся в Бандоль. С 1947 года — французский гражданин.
Скончался в Бандоле, похоронен на местном кладбище.

## Семья
- Первая жена (разведён с 1912[1]) — Вера Николаевна Рукина (?—1973), во втором браке Штопфе, юрист[6].
  - Сын — Николай (1910—1984), выпускник медицинского факультета, доктор медицины;
- Вторая жена (разведён с 1915) — Ольга Бокова?[1]
  - Сын — ? (апрель 1914—?)[1]
- Третья жена (с 1916) — Александра Юрьевна урождённая ? (?—12.04.1925), балерина, умерла от туберкулёза[1][6].
- Четвёртая жена (разведены) — София Бочанова[3]
- Пятая жена (с 29 октября 1941) — Ильза ван Сон, (14.07.1907, Гамбург—?[3])
  - Сын — Сергей фр. Serge (род. 26.12.1941)[3].
- Сестра — Надежда (?—1920) замужем за подполковником лейб-гвардии Измайловского полка Владимиром Христофоровичем фон Майделем (26.01.1875—1920)[7][8], у неё сын Глеб (1899 — 2.06.1935, расстрелян[9]), дочери Ляля и Таня. Надежда вместе с мужем расстреляна в Таганроге большевиками[1][10]
- Сестра — Вера (1872—1942; в замужестве Мягкова) — учительница, критик, сотрудник журнала „Русское богатство“;
- Брат — Александр (1874—23.05.1905), студент Горного института, социал-демократ, был сослан в Сибирь, там после первой неудачной попытки выстрелом из револьвера пытался покончить с собой, „страдал обмиранием конечностей и сильной депрессией“, застрелился в ссылке в Олёкминске в мае 1905[11].
- Брат — Борис (1879—1925), руководитель боевой организации партии эсеров, писатель.
- Сестра — София (1887/1888—после 1938; в замужестве Туринович) — эсерка, эмигрантка[12].

## Сочинения
- „О живописи и о Репине“ // Числа. 1930—1931, № 4, С. 246—248.
- Савинков В. В. Разложение армии. / публикация В. А. Авдеева // Военно-исторический журнал. — 2006. — N 1. — С. . 57-60. — Примеч.: с. 60.
- Савинков В. В. Февральская революция. / публикация В. А. Авдеева // Военно-исторический журнал. — 2006. — N 2. — С. . 63-67. — Примеч.: с. 67.- Продолж. Начало в N 1, 2006.
- Савинков В. В. „Артиллеристы все ещё повиновались, все ещё были боеспособны“. / публикация В. А. Авдеева // Военно-исторический журнал. — 2006. — N 4. — С. . 52-57. — Примеч.: с. 57.- Продолж. Начало в N 1, 2, 3
- Савинков В. В. Без Аннексий и контрибуций». / публикация В. А. Авдеева // Военно-исторический журнал. — 2006. — N 5. — С. . 61-65. — Примеч.: с. 65.- Продолж. Начало в N 1, 2, 3, 4 2006 г.
- Савинков В. В. «Если бы брат мой не был военным министром». / публикация В. А. Авдеева // Военно-исторический журнал. — 2006. — N 6. — С. . 59-64. — Примеч.: с. 63-64.- Продолж. Начало в N 1, 2, 3, 4, 5
- Савинков В. В. «Армия платила большие деньги за свое разложение». / публикация В. А. Авдеева // Военно-исторический журнал. — 2006. — N 8. — С. . 61-66. — Примеч.: с. 66.- Продолж. Начало в N 1-7
- Савинков В. В. Корниловское выступление. / публикация В. А. Авдеева // Военно-исторический журнал. — 2006. — N 9. — С. . 47-54. — Примеч.: с. 52-54.- Продолж. Начало в N 1-8
- Савинков В. В. Большевистский переворот. // Военно-исторический журнал. — 2006. — № 10. — С. 57-59.
- Савинков В. В. Революция и армия. / публикация В. А. Авдеева // Военно-исторический журнал. — 2006. — № 11. — С. . 62-66. — Примеч.: с. 66.- Окончание. Начало в N 1-10
- Савинков В. В. Записки 1920-1927 // Три брата (То, что было): Сборник документов / составители, авторы предисловия и комментариев К. Н. Морозов, А. Ю. Морозова. — М.: Новый хронограф, 2019. — 1016 с.

## Адреса
- 1912 — Москва, Панская 3, кв. 3[13].

### Рекомендуемые источники
- Симонова Т. М. Савинков Виктор Викторович // Общественная мысль Русского зарубежья: Энциклопедия / отв. ред. В. В. Журавлев отв. секр. А. В. Репников. — М.: РОССПЭН, 2009. — 704 c.
- Последние новости. 1928. 21 янв. (№ 2495). С. 4; 1929. 30 мая (№ 2990). С. 4.
- Поспелов Г. Г. Бубновый валет: Примитив и городской фольклор в московской живописи 1910-х годов. М., 1990.
- De Visu. 1993. N 4 (5). С. 54, 64.
- Минувшее: Исторический альманах. Вып. 14. М.; СПб., 1993. С. 511 (указ.); Вып. 22. 1997. С. 640 (указ.).
- Савинкова С. А. Годы скорби // Былое. 1906. № 7.
- Авдеев В. А. С революционными идеями в военную среду // Военно-исторический журнал. — 2006. — № 1. — С. 55-56. — (Из неопубликованных рукописей). — Примеч.: с. 56 . — ISSN 0321-0626

### Архивы
- ГАРФ Ф. 5831. Оп. 1. Д. 177 (письма к Б. В. Савинкову);
- ЦХИДК Ф. 187. Оп. 2. Д. 361. Л. 61 и след. РЗФ; ХРЗ.